# هيرشل باركر
هيرشل باركر (بالإنجليزية: Hershel Parker)‏ هو مؤرخ أدبي أمريكي، ولد في 26 نوفمبر 1935 في كومانش في الولايات المتحدة.